# Эньши-Туцзя-Мяоский автономный округ
Эньши-Туцзя-Мяоский автономный округ (кит. упр. 恩施土家族苗族自治州, пиньинь Ēnshī Tǔjiāzú Miáozú Zìzhìzhōu) — автономный округ в провинции Хубэй, Китай.

## История
Долгое время на этих землях не было китайских административных структур, они управлялись местными вождями (тусы). Лишь во времена империи Цин был взят курс на интеграцию племён в общеимперскую структуру, и в 1736 году была создана Шинаньская управа (施南府) и подчинённые её властям 6 уездов. После Синьхайской революции в Китае была проведена реформа структуры административного деления, и в 1912 году управы были упразднены.
Во время Второй мировой войны, после того, как японцы взяли Ухань, в 1939 году гоминьдановские власти провинции Хубэй переехали в уезд Эньши, и оставались там вплоть до окончания войны.
После образования КНР в 1949 году был образован Специальный район Эньши (恩施专区), в который вошло 8 уездов. В 1970 году Специальный район Эньши был переименован в Округ Эньши (恩施地区).
В 1979 году уезд Лайфэн был преобразован в Лайфэн-Туцзяский автономный уезд.
В 1980 году уезд Хэфэн был преобразован в Хэфэн-Туцзяский автономный уезд.
В 1981 году из уезда Эньши был выделен городской уезд Эньши (恩施市).
Постановлением Госсовета КНР от 19 августа 1983 года был ликвидирован округ Эньши, а вместо него был создан Эси-Туцзя-Мяоский автономный округ (鄂西土家族苗族自治州); Хэфэн-Туцзяский автономный уезд и Лайфэн-Туцзяский автономный уезд были при этом преобразованы в уезды Хэфэн и Лайфэн, а уезд Эньши присоединён к городскому уезду Эньши.
В 1986 году уезд Личуань был преобразован в городской уезд.
В 1993 году Эси-Туцзя-Мяоский автономный округ был переименован в Эньши-Туцзя-Мяоский автономный округ.

## Административно-территориальное деление
Эньши-Туцзя-Мяоский автономный округ делится на 2 городских уезда и 6 уездов:
| Карта                                                     | Карта    | Карта     | Карта         | Карта            | Карта         |
| --------------------------------------------------------- | -------- | --------- | ------------- | ---------------- | ------------- |
| Эньши Личуань Цзяньши Бадун Сюаньэнь Сяньфэн Лайфэн Хэфэн |          |           |               |                  |               |
| Статус                                                    | Название | Иероглифы | Пиньинь       | Население (2010) | Площадь (км²) |
| Городской уезд                                            | Эньши    | 恩施市    | Ēnshī shì     |                  |               |
| Городской уезд                                            | Личуань  | 利川市    | Lìchuān shì   |                  |               |
| Уезд                                                      | Цзяньши  | 建始县    | Jiànshǐ xiàn  |                  |               |
| Уезд                                                      | Бадун    | 巴东县    | Bādōng xiàn   |                  |               |
| Уезд                                                      | Сюаньэнь | 宣恩县    | Xuān'ēn xiàn  |                  |               |
| Уезд                                                      | Сяньфэн  | 咸丰县    | Xiánfēng xiàn |                  |               |
| Уезд                                                      | Лайфэн   | 来凤县    | Láifèng xiàn  |                  |               |
| Уезд                                                      | Хэфэн    | 鹤峰县    | Hèfēng xiàn   |                  |               |

## Население

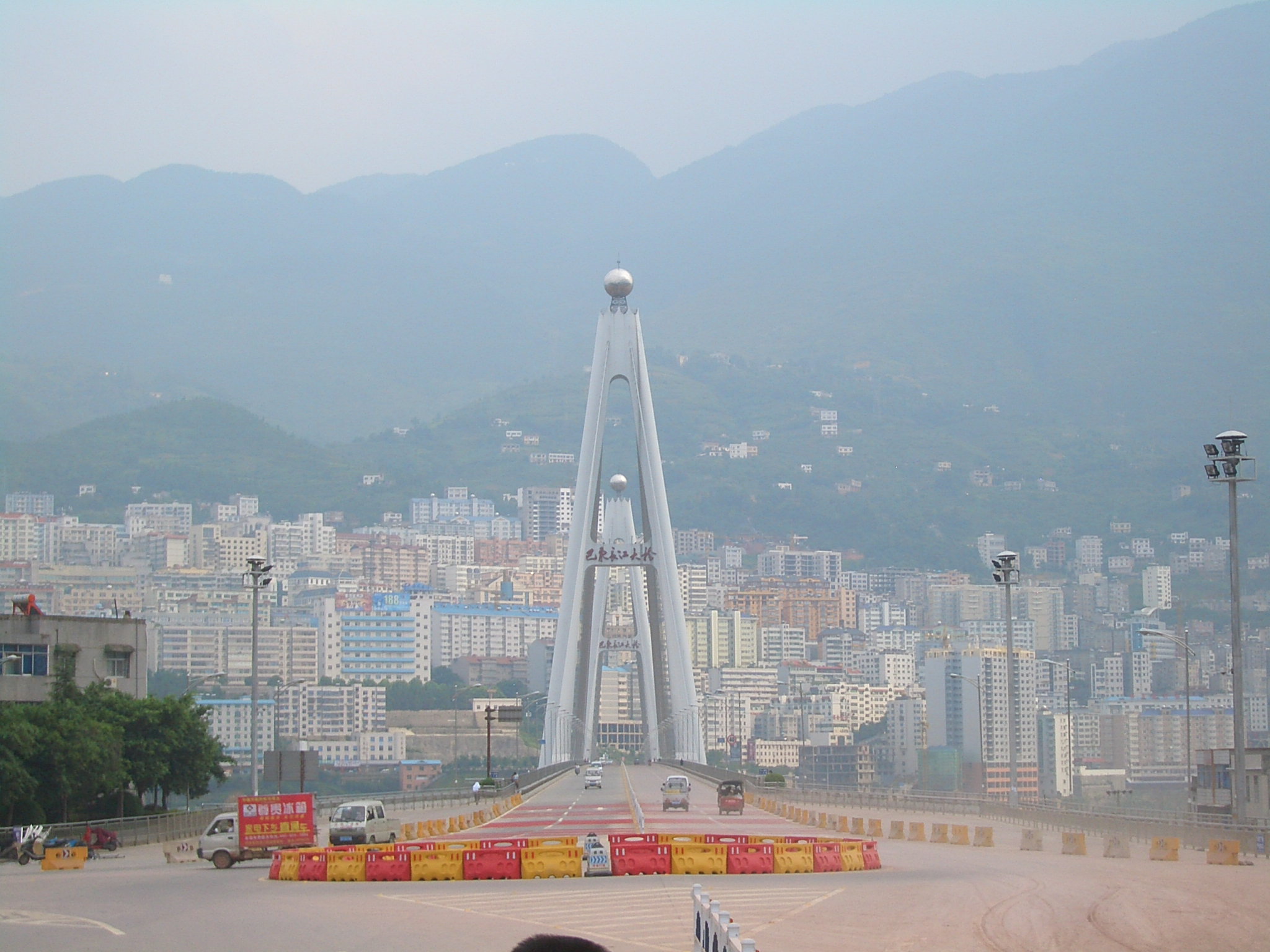
Уездный центр Бадун, вид с моста через Янцзы

По данным 2000 года в округе проживало 3775,2 тыс. чел.
| Народ   | Численность | Доля    |
| ------- | ----------- | ------- |
| Китайцы | 1 783 554   | 47,24 % |
| Туцзя   | 1 698 703   | 45,0 %  |
| Мяо     | 205 817     | 5,45 %  |
| Дун     | 67 440      | 1,79 %  |

## Экономика
В горах Улиншань выращивают чай. В 2024 году экспорт местного чая составил 16,4 тыс. тонн, что принесло 58,28 млн долларов США.

## Транспорт
Через округ проложена скоростная железная дорога Ичан — Ваньчжоу, которая является частью высокоскоростной трассы Шанхай — Ухань — Чунцин — Чэнду.